# ريتشارد رينولدز
ريتشارد رينولدز (بالإنجليزية: Richard Reynolds)‏ هو لاعب كرة قدم غياني، ولد في 13 يوليو 1980 في جورج تاون في غيانا. شارك مع منتخب غيانا لكرة القدم. أما مع النوادي، فقد لعب مع كاليدونيا إي آي إي.

## وصلات خارجية
- ريتشارد رينولدز على موقع الاتحاد الدولي (مؤرشف)  (الإنجليزية)
- ريتشارد رينولدز على موقع قاعدة بيانات كرة القدم.إي يو (الإنجليزية)
- ريتشارد رينولدز على موقع ناشيونال فوتبول تيمز (الإنجليزية)